# Джон де Сент-Пол

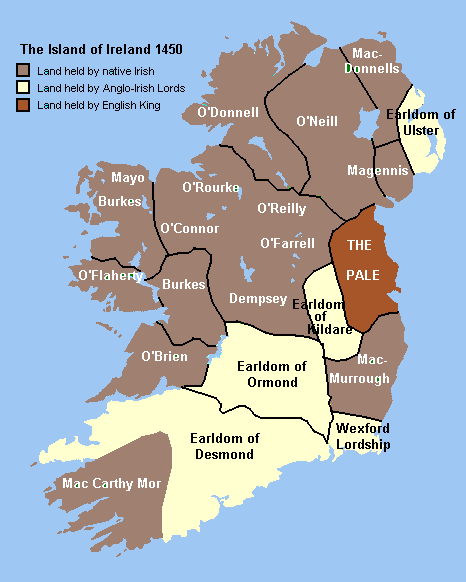
Ірландія в середні віки. Показані англійські володіння, володіння графів Ормонд та Фіцджеральд, володіння незалежних ірландських кланів та королівств.

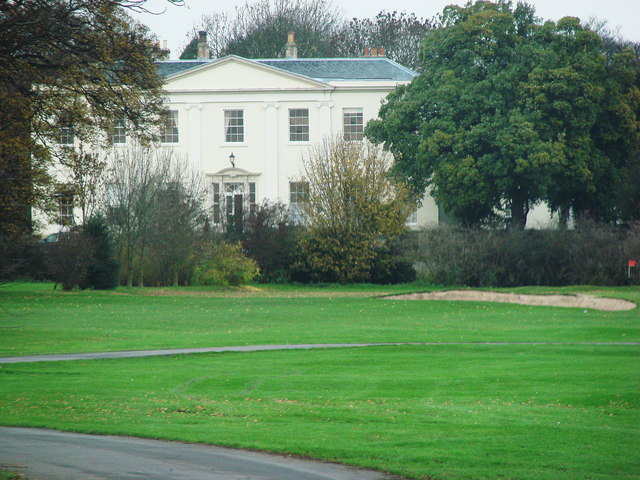
Маєток Оустон, Південний Йоркшир, де архієпископ Джон де Сент-Пол народився приблизно в 1295 році.

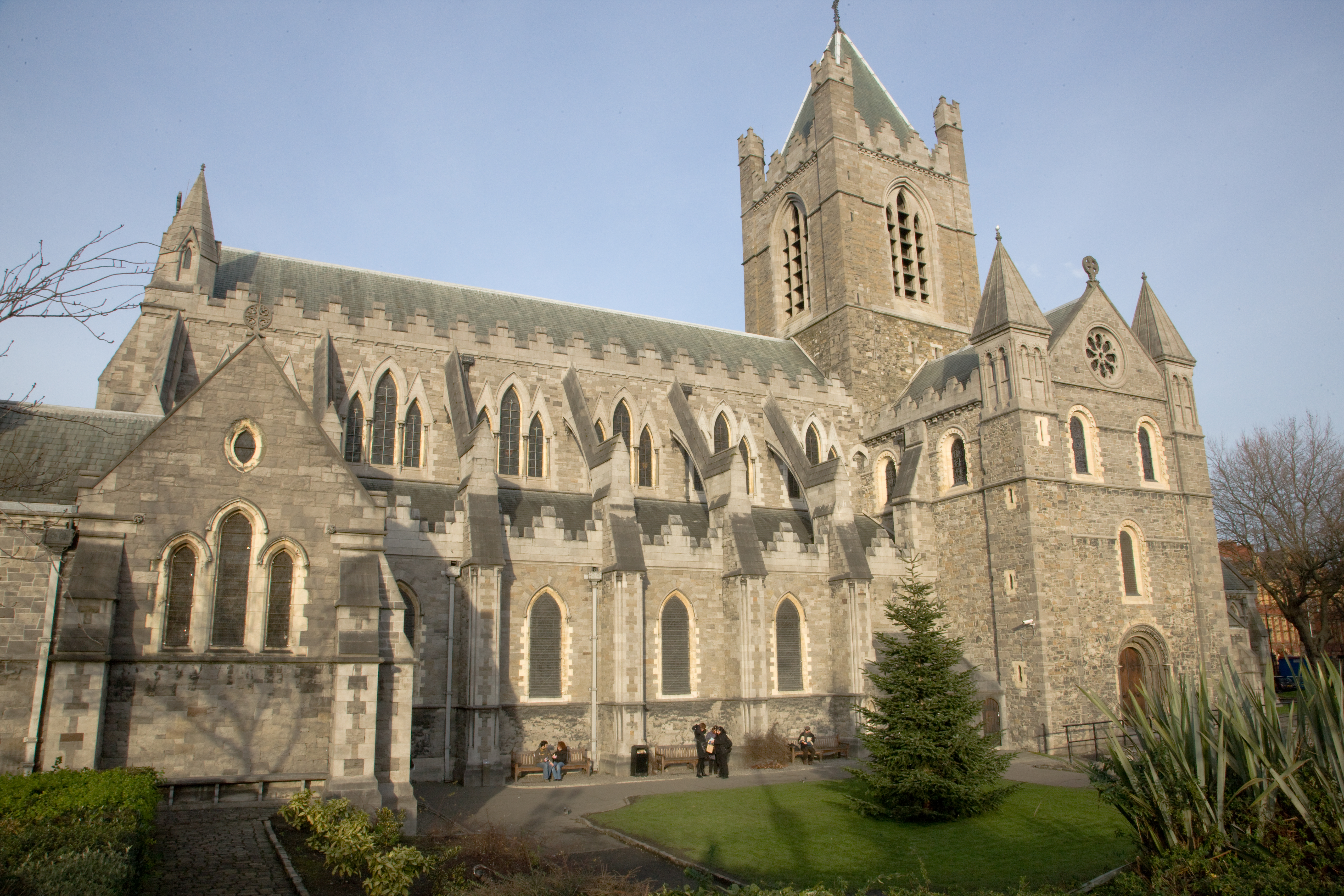
Собор у Крайстчерчі: архієпископ Джон де Сент-Поль побудував хори і встановив орган. Він похований під головним вівтарем. Сьогодні майже не зберіглося слідів його діяльності.

Джон де Сент-Пол (бл. 1295 – 1362), також відомий як Джон де Оустон – відомий ірландський політик, суддя, юрист, священик, державний та церковний діяч англійського походження. Архієпископ Дубліна в 1349 – 1362 роках, лорд-канцлер Ірландії в 1350 – 1356 роках. В Англії мав юридичну посаду Майстра Рукописів у 1337 – 1340 роках. За винятком короткого періоду немилості короля Англії та Ірландії в 1340 році, він користувався довірою короля Едуарда III. Його описували як ревного прихильника англійського правління в Ірландії, а також як прагматичного державного діяча, який був готовий примирити ворогуючі клани англо-ірландської аристократії. Він зробив багато, щоб збільшити та прикрасити церкву Крайст-Черч у Дубліні, хоча практично не зберіглося жодних слідів його старань, оскільки вони були знищені під час вікторіанської перебудови собору [2] [3].

## Походження та ранні роки
Вважається, що родина Джона Сент-Пола приїхала до Йоркширу з Гієнни [4]. Можливо, ці Сент-Поли були родичами графів Сент-Пол, оскільки Марі де Сент-Пол, графиня Пембрук, часто наймала Джона як свого повіреного [1]. 
Джон де Сент-Пол народився приблизно в 1295 році, ймовірно, в Оустоні, Вест-Райдинг графства Йоркшир. Швидше за все, він був сином Томаса де Сент-Пола та братом Роберта де Сент-Пола, лорда маєтку Байрам-кум-Саттон [1]. Він мав принаймні ще одного брата, Вільяма, і пізніше найняв капелана для відправлення приватних мес для Вільяма, самого Джона та інших членів родини. Деякі говорили, що він був незаконнонародженим, і вважали доцільним отримати папський дозвіл, що звільнив би його від різних юридичних обмежень, пов’язаних із цим статусом [1], хоча твердження про його незаконне народження пізніше було спростовано не меншим авторитетом, ніж Папа Римський. Сам Бенедикт XII, який заявив, що батьки Джона Сент-Пола були законно одружені священиком у приватному порядку [1].

## Початок кар’єри
Джон де Сент-Пол приблизно в 1318 році він був призначений клерком в англійській королівській канцелярії, а в 1329 році він став ректором Ешбі-Девіда в Лінкольні – це була перша із численних духовних бенефіцій, які він пізніше отримав, з яких найважливішою посадою була посада архідиякона Корнуолла [1]. З 1334 року його регулярно призначали охоронцем Великої Державної Печатки за відсутності лорда-канцлера, а в 1337 році він став Магістром Рукописів [1]. У 1339 році йому було даровано будинок на Ченсі-Лейн у Лондоні. У 1339 році він ненадовго обіймав посаду лорд-охоронця Великої Державної Печатки [1].

## Ганьба та немилість короля
У 1340 році король Англії та Ірландії Едуард III під час облоги Турне, отримав численні скарги на корупцію та погане управління, вчинені його чиновниками. Він швидко повернувся до Англії та звільнив більшість звинувачених посадових осіб, у тому числі Джона Сент-Пола, якого ув’язнили та позбавили посади Майстра Рукописів [1]. Після особистого прохання архієпископа Кентерберійського Джона де Стратфорда про помилування від його імені Джона Сент-Пола було звільнено з-під варти, але він не був відновлений на посаді Майстра Рукописів, хоча йому було дозволено займати нижчу посаду в королівській канцелярії [1]. 

## Архієпископ Дубліна
У 1349 році Джон де Сент-Пол став архієпископом Дубліна [4]. Йому було даровано маєток Свордс у північній частині графства Дублін, що традиційно дарувався архієпископу Дубліна довічно. Джон де Сент-Пол претендував на порт Роджерстаун (від якого на той час вже мало ще лишилося). Джон де Сент-Пол отримав доручення від папи Климента VI розпочати боротьбу з єретиками, які, втікли від переслідувань Річарда де Ледреда, сумно відомого жорстокого фанатика єпископа Оссорі, отримали притулок у попередника Джона де Сент-Пола на посаді архієпископа Дубліна Олександра де Бікнора. Він провів Синод у Дубліні в 1351 році, що стосувався широкого кола питань, включаючи належне дотримання Страсної П’ятниці, заборону таємних шлюбів і ритуал вклякання на коліна [6]. Він підтримував тривалу суперечку з Річардом Фіц Ральфом, архієпископом Арма, щодо претензій останнього бути Примасом Ірландії. Він переконав короля скасувати свій наказ, який надавав перевагу престолу Арма, і перенести справу до Риму для винесення рішення папи. Він отримав численні переваги для архієпархії Дубліна [1]. Джон де Сент-Пол здійснив реставраційні роботи та добудови собору Крайст-Черч, які він зробив за власний кошт, включали довгі хори (1358) і новий орган. Більшість його нововведень, у тому числі довгі хори, були знищені в 1870-х роках, коли інтер'єр собору був змінений до невпізнання.

## Лорд-канцлер Ірландії
Джон де Сент-Пол був лордом-канцлером Ірландії, з короткою перервою, з 1350 по 1356 рік [4]. У 1358 році його призначили радником Таємної Ради Ірландії, і лорд-депутатат Ірландії отримав вказівку прислухатися до його порад. Судові документи 1357 року показують, що він брав участь у судовому процесі щодо позову казначейства Ірландії. Процес був про те, що всі землі, надані архієпархії, підлягали стягненню штрафів у звичайний спосіб, тоді як Джон де Сент-Пол вимагав, щоб ці землі як особиста власність архієпископа, були звільнені від таких штрафів та податків [7]. У 1360 році він брав участь у Королівській комісії з дослідження та нагляду за золотими та срібними копальнями.
У 1361 році його викликали на Велику Раду в Дубліні: хоча він був рішучим прихильником англійського правління в Ірландії, він закликав до політиків поміркованості та припинення гострих розбіжностей останнього десятиліття в самому уряді. Його пропозиції включали амністію для англо-ірландських лідерів, які були в опозиції до корони Англії, яка була належним чином надана. Він також радив вимагати від аристократії англійської колонії в Ірландії Пейл постійно жити у своїх маєтках і укріплювати свої замки [9].

## Смерть
Джон де Сент-Пол помер 9 вересня 1362 року і був похований під головним вівтарем у соборі Крайст-Черч — будівлі, для реставрації якої він так багато зробив за власний кошт [4].